# قائم بمهمة
القائم بمهمة أو المكلف بمهمة هو لقب لموظف في البعثة الدبلوماسية، دون مستوى الملحق. يتم إنشاء هذا النوع من الوظائف من قبل سفارة للقيام بمشروع دبلوماسي معين في الخارج نيابة عن رئيس البعثة أو الحكومة. غالبًا ما يكون المشروع اقتصاديًا أو إنسانيًا بطبيعته.
قد يشمل ذلك، على سبيل المثال، الوظائف التي تُمارَس في إطار عمل مستشارية دبلوماسية أو قنصلية، أو خدمة اقتصادية وتجارية أو خدمة تعاون وعمل ثقافي.

## روابط خارجية
- القائم بمهام اليونسكو